# شهرستان فومن
شهرستان فومَن (به گیلکی: فؤمَن /foman/ یا فۊمَن /fuman/) از شهرستان‌های استان گیلان در شمال ایران است که از شمال به شهرستان صومعه‌سرا و شهرستان ماسال، از جنوب و جنوب غربی به خط‌الرأس رشته‌کوه‌های البرز (استان‌های زنجان و اردبیل) که مرز حوزه‌های آبخیز کوهستان مزبور حد طبیعی فومن و طارم است و از شرق به شهرستان شفت محدود می‌شود. شهرستان فومن یکی از چهار شهرستان اولیهٔ استان گیلان در کنار رشت، طالش و انزلی بوده‌است.
جمعیت این شهرستان ۱۰۳٬۱۹۰ نفر (سال ۱۳۸۳ خورشیدی) و مرکز آن شهر فومن است. این شهرستان دارای ۲ بخش و ۶ دهستان است.

## مردم
در فومن مردم گیلک و تالش در کنار هم زندگی می‌کنند و زبان‌های گیلکی با گویش بیه‌پس و لهجهٔ فومنی و تالشی با گویش جنوبی رایج است.

## جاذبه‌های دیدنی

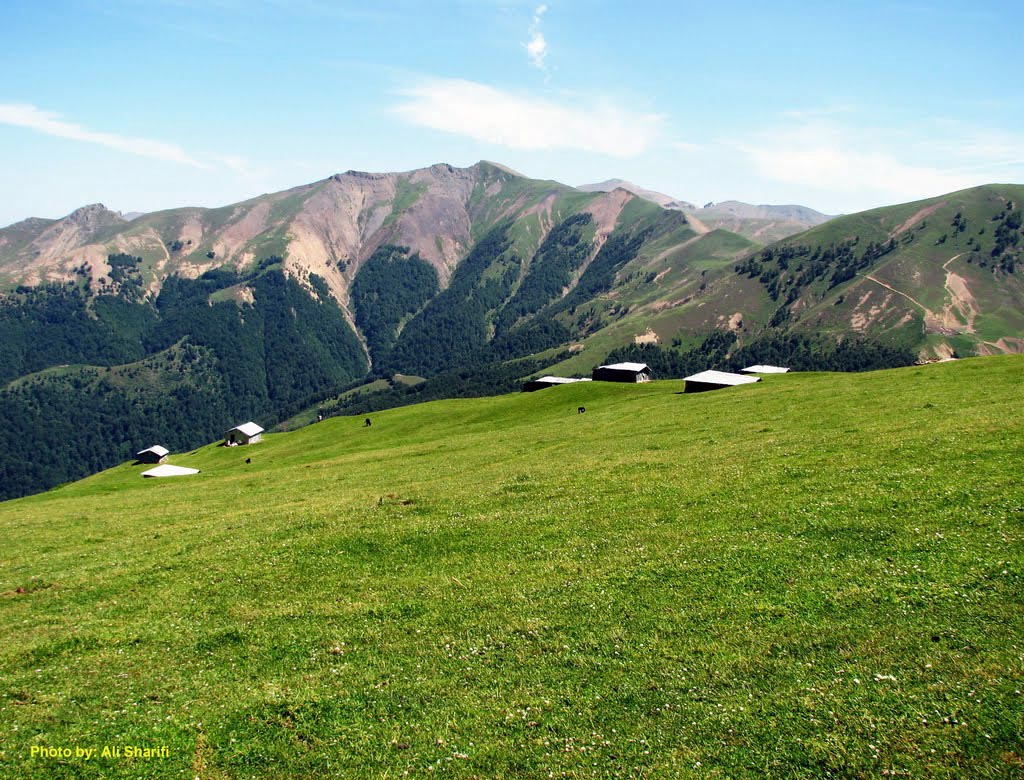
مرتبط

شهرستان فومن یکی از قطب‌های گردشگری ایران است. از جاذبه‌های دیدنی این شهرستان می‌توان به شهرک تاریخی ماسوله، دژ قلعه رودخان و همچنین شهر تاریخی فومن اشاره کرد. همچنین چشم‌اندازها، دشت‌ها، رودخانه‌ها و کوهستان‌های بسیار زیبایی نیز در این شهرستان قرار دارند.

### سوغات
از سوغاتی‌های معروف این شهرستان می‌توان به کلوچهٔ فومن، برنج، چای، توتون، مرکبات، صیفی‌جات، حصیر ،گَمَج (نوعی ظرف گلی پخت‌وپز غذا) و عروسک‌های سنتی ماسوله اشاره کرد. 

### فومنات
فومنات یا بیه‌پس منطقه‌ای باستانی در گیلان است که اقوام مختلفی همچون گیل‌ها و تالش‌ها در آن زندگی می‌کردند. فومنات امروزه بخشی از رشت، فومن، شفت، ماسال و صومعه‌سرا است که در ابتدا با بیه‌پیش (قسمت شرقی گیلک‌نشین) و طالش (قسمت غربی تالش‌نشین) ۳ قسمت ولایت گیلان را تشکیل می‌داده‌اند. در سال ۹۸۰ ه‍.ق به دستور شاه تهماسب صفوی مرکزیت گیلان از فومن به رشت که در آن زمان قریه‌ای در فومنات بود واگذار شد و به تدریج دیگر مناطق فومنات اهمیت خود را از دست دادند. در دوران قاجاریه منطقهٔ فومنات به شهرستان رشت ملحق شد و تا سال ۱۳۲۳ جزئی از شهرستان رشت به حساب می‌آمد که پس از آن به شهرستان فومنات تبدیل شد که شهرستان‌های امروزی صومعه‌سرا، شفت و فومن را شامل می‌شد و به مرکزیت شهر فومن بود. در ۱۶ آبان ۱۳۳۸ صومعه‌سرا و دهات توابع آن تحت نام شهرستان صومعه‌سرا از شهرستان فومنات جدا شده و نام شهرستان فومنات نیز به شهرستان فومن تغییر کرد. همچنین شفت نیز در سال ۱۳۷۴ از شهرستان فومن جدا شد.

## بخش‌ها
- بخش مرکزی شهرستان فومن
  - دهستان رودپیش
  - دهستان گشت
  - دهستان گوراب‌پس
  - دهستان لولمان

شهر: فومن
- بخش سردار جنگل
  - دهستان آلیان
  - دهستان سردار جنگل

شهر: ماسوله، ماکلوان

## غذاها
از غذاهای این شهرستان می‌توان به میرزا قاسمی، فسنجان، باقالا قاتوق و سیرابیج اشاره کرد.